# 고륜옹목장공주
고륜옹목공주(중국어: 固倫雍穆公主, 1629년~1678년)는 효장문황후 박이제길특씨의 소생으로 이름은 아도(雅圖)이다. 아도격격(雅圖格格) 또는 흥평공주(興平公主)라고도 한다. 1641년 박이제길특 필이탑합이(博爾濟吉特 弼爾塔哈爾)에게 하가했다. 1678년 50세에 졸했다.